# Janakis Omiru
Janakis Omiru, gr. Γιαννάκης Ομήρου (ur. 18 września 1951 w Pafos) – cypryjski polityk i prawnik, minister i deputowany, od 2001 do 2015 przewodniczący Ruchu na rzecz Socjaldemokracji (EDEK), przewodniczący Izby Reprezentantów X kadencji.

## Życiorys
Ukończył studia prawnicze na Uniwersytecie Narodowym im. Kapodistriasa w Atenach, po czym pracował w zawodzie prawnika. W 1974 w trakcie zamachu stanu został aresztowany. Wieloletni działacz Ruchu na rzecz Socjaldemokracji, był sekretarzem generalnym i wiceprzewodniczącym tej partii. Od 2001 do 2015 stał na czele tego ugrupowania.
W latach 1998–1999 sprawował urząd ministra obrony w rządzie prezydenta Glafkosa Kliridisa. W Izbie Reprezentantów po raz pierwszy zasiadał w latach 1981–1998. Powrócił do niej w 2001, z powodzeniem ubiegał się o reelekcje w 2006 i 2011. Po ostatnich z tych wyborów objął urząd przewodniczącego cypryjskiego parlamentu X kadencji, sprawując go do 2016.